# José Wallenstein
José Manuel Franco Wallenstein Teixeira (* 18. Oktober 1959 in Lissabon, Portugal) ist ein portugiesischer Schauspieler.

## Leben
José Wallenstein ist der Sohn des Schauspielers Carlos Wallenstein und der Schauspielerin und Regisseurin Maria Wallenstein. Er hat zwei Brüder und eine Schwester. Seine Nichte ist die Schauspielerin Catarina Wallenstein. Von Juni 2009 bis Juni 2011 war er mit Clara Quintão Pereira Jardim Portela verheiratet. Sie haben eine gemeinsame Tochter, die im August 2011 zur Welt kam. Aktuell ist er mit der Schauspielerin Rita Calçada Bastos liiert.
Wallenstein begann bereits als Jugendlicher zu spielen, als Amateurschauspieler. Seit seiner Rolle in Filipe La Férias Inszenierung von Rene Kalinskys A Paixão Segundo Pier Paolo Pasolini (dt.: Die Leidenschaft gemäß Pier Paolo Pasolini), 1980 in der Lissabonner Casa da Comédia, gilt er als ernsthafter Schauspieler. Seine ersten Filmrollen hatte er in Manoel de Oliveiras Francisca (1981) und Alain Tanners In der weißen Stadt (1983). Sein Schauspielstudium an der Escola Superior de Teatro e Cinema schloss er 1985 ab.
Parallel zu seiner Filmarbeit, wo er unter anderem in Oliveiras Filmen Der seidene Schuh, Die göttliche Komödie und Das Porto meiner Kindheit mitspielte, arbeitete er am Theater mit Regisseuren wie Luís Miguel Cintra, Ricardo Pais, Rogério Vieira, Fernanda Lapa, František Listopad und Gastão Cruz zusammen. 1987 wurde er vom Verband der Theaterkritiker in Portugal (Associação Portuguesa de Críticos de Teatro) als bester Schauspieler ausgezeichnet. Er brachte auch selbst Stücke auf die Bühne, u. a. am Teatro Cornucópia und am Teatro Nacional de São João, dessen künstlerischer Leiter er zwischenzeitlich war. Neben Werken von Brecht, Kafka oder Handke inszenierte er auch Opern, darunter Werke von Kurt Weill, Igor Stravinsky und António Pinho Vargas.
Im Fernsehen trat Wallenstein seit den frühen 1980er Jahren auf, in portugiesischen und französischen Fernsehfilmen und Serien, etwa 1983 in Christian-Jaques Mehrteiler Der Mann von Suez. Seit 2004 hat er zudem in über 1000 Folgen verschiedener Telenovelas wie Só Gosto De Ti, Tempo de Viver, Olhos nos Olhos und zuletzt Anjo Meu mitgewirkt. Auch durch seine Mitwirkung in der populären RTP-Fernsehserie Conta-me como foi wurde er einer breiten Öffentlichkeit in Portugal weiter bekannt. Vorrangig ist er jedoch als Schauspieler des Theaters in Portugal und des Portugiesischen Films tätig. 2013 kam die Verfilmung des Romans Nachtzug nach Lissabon in die Kinos, in der Wallenstein mitspielt (siehe Nachtzug nach Lissabon).

## Filmografie (Auswahl)

### Film
- 1981: Francisca; Regie: Manoel de Oliveira
- 1983: In der weißen Stadt (Dans la ville blanche); Regie: Alain Tanner
- 1984: Sinais de Vida; Regie: Luís Filipe Rocha
- 1985: Der seidene Schuh (Le soulier de satin); Regie: Manoel de Oliveira
- 1991: Die göttliche Komödie (A Divina Comédia); Regie: Manoel de Oliveira
- 1992: Rosa Negra; Regie: Margarida Gil
- 1994: Die Büchse des Bettlers (A Caixa); Regie: Manoel de Oliveira
- 1996: Nachrichten vom Lieben Gott (Des nouvelles du bon Dieu); Regie: Didier Le Pêcheur
- 1997: A Sombra dos Abutres; Regie: Leonel Vieira
- 1998: Quando Troveja; Regie: Manuel Mozos
- 1999: Inferno; Regie: Joaquim Leitão
- 2001: Camarate; Regie: Luís Filipe Rocha
- 2001: Duplo Exílio; Regie: Artur Ribeiro
- 2001: Das Porto meiner Kindheit (Porto da Minha Infância); Regie: Manoel de Oliveira
- 2001: A Janela (Maryalva Mix); Regie: Edgar Pêra
- 2004: O Quinto Império – Ontem Como Hoje; Regie: Manoel de Oliveira
- 2005: Espelho Mágico; Regie: Manoel de Oliveira
- 2005: O Crime do Padre Amaro; Regie: Carlos Coelho da Silva
- 2005: O Fatalista; Regie: João Botelho
- 2005: Alice; Regie: Marco Martins
- 2009: Second Life; Regie: Miguel Gaudêncio, Alexandre Valente
- 2009: Contrato; Regie: Nicolau Breyner
- 2010: O Inimigo Sem Rosto; Regie: José Farinha
- 2011: O Teu Sapato; Regie: João Seiça
- 2011: Dilemma (Kurzfilm); Regie: Franscisco Saalfeld
- 2011: Viagem a Portugal; Regie: Sérgio Tréfaut
- 2012: Quarto 261; Regie: Marcos Cosmos
- 2012: A Moral Conjugal; Regie: Artur Serra Araújo
- 2013: Nachtzug nach Lissabon; Regie: Bille August
- 2014: Eclipse em Portugal; Regie: Edgar Alberto, Alexandre Valente
- 2015: Virados do Avesso; Regie: Edgar Pêra (auch TV-Dreiteiler)
- 2016: Der Tod von Ludwig XIV. (La Mort de Louis XIV); Regie: Albert Serra

### Serie
- 1983: Der Mann von Suez (französischer TV-Mehrteiler)
- 1989: Mon dernier rêve sera pour vous
- 2004–2005: Só Gosto De Ti (216 Folgen)
- 2006–2007: Tempo de Viver (213 Folgen)
- 2008–2009: Conta-me Como Foi (sieben Folgen)
- 2008–2009: Olhos nos Olhos (237 Folgen)
- 2009–2010: Meu Amor (348 Folgen)
- 2011–2012: Anjo Meu (364 Folgen)
- 2012–2013: Louco Amor (137 Folgen)
- 2013–2014: Belmonte (269)
- 2015–2017: A Única Mulher (551 Folgen)
- 2017:Ouro Verde (174)
- 2017–2018: A Herdeira (308 Folgen)
- 2019: Prisioneira (98 Folgen)
- 2023: Flor Sem Tempo (35 Folgen)